# Milladore
Milladore é uma vila localizada no estado norte-americano de Wisconsin, no Condado de Portage e Condado de Wood.

## Demografia
Segundo o censo norte-americano de 2000, a sua população era de 268 habitantes.
Em 2006, foi estimada uma população de 257, um decréscimo de 11 (-4.1%).

## Geografia
De acordo com o United States Census Bureau tem uma área de
2,6 km², dos quais 2,6 km² cobertos por terra e 0,0 km² cobertos por água.

## Localidades na vizinhança
O diagrama seguinte representa as localidades num raio de 16 km ao redor de Milladore.